# آب قلمون
آب قلمون (أيسين) (بالفارسية: آب قلمون) هي مستوطنة تقع في إيران في قسم أيسين الريفي. بلغ عدد سكانها حسب إحصاء عام 2006 ميلادية 49 نسمة.